# 下原村 (愛知県)
下原村（しもはらむら）は、愛知県東春日井郡にかつてあった村である。
現在の春日井市の一部（下原町など）に該当する。

## 歴史
- 1889年（明治22年）10月1日 - 下原村、南下原村が合併。下原村発足。
- 1906年（明治39年）7月16日 - 小木田村、八幡村、雛五村 [1]と合併し、篠木村発足。同日下原村廃止。